# 中部薬品
中部薬品株式会社（ちゅうぶやくひん、CHUBU YAKUHIN CO,LTD ）は、岐阜県多治見市に本社を置くドラッグストアチェーンおよび調剤薬局を展開する企業。

## 概要
スーパーマーケットチェーン、バローグループ（バローホールディングス100%子会社）。1984年（昭和59年）2月設立。
ドラッグストア（調剤薬局併設店舗含む）、調剤専門薬局のいずれも『V・drug』（V・ドラッグ、ブイドラッグ）という名称で展開している。

## 屋号の変遷
中部薬品は設立より『サンドラッグストア』を屋号として営業してきたが、店舗の大型化に伴い 2002年（平成14年）に店舗面積250坪前後の大型店舗を新ブランドとして『サンwill ドラッグストア』という屋号で店舗を出店した。
その後、2004年（平成16年）には新業態として店舗面積600坪前後のメガドラッグストア『V+drug』を出店。茜部南店（岐阜県岐阜市）、東郷西店（愛知県愛知郡東郷町）、小松東店（石川県小松市）、野々市南店（石川県野々市市）、豊川店（愛知県豊川市）の5店舗でメガドラッグストアに挑戦する。
2006年（平成18年）、東京が本社のサンドラッグが東海地方に出店しはじめ、利用者が混同するケースが増えてきたこと、また、中部薬品がバローグループであることを分かりやすく伝えることを理由に、全店の屋号を『V・drug』に統一した。
V・drugの「V」には、『valor』・『value』・『vitality』の3つの意味がある。

## グループ
中部薬品は株式会社バローホールディングスが出資するバローグループの企業。
その他、2005年（平成17年）3月に株式会社マツモトキヨシと業務提携したが、こちらは商品及び自社開発商品（PB）の共有、商品の仕入れ、販売及び価格等に関する情報交換、物流センター機能の共有化、調剤システムの共同利用、出店に関する情報交換が提携内容であり、マツモトキヨシとの資本提携はないが、同じ日本ドラッグチェーン会の加盟企業である。

## 沿革
- 1984年（昭和59年） - 中部薬品株式会社設立（第1号店・恵那店）。
- 1989年（平成元年）- EOSシステム導入。
- 1990年（平成2年） - 郊外型ドラッグストア第1号店・名東店開店。
- 1991年（平成3年） - POSシステム導入。
- 1997年（平成9年） - 調剤専門薬局第1号店・瑞浪薬局開店。
- 1999年（平成11年） - 自社物流センター稼動。
- 2000年（平成12年） - 全店パソコン導入、新本部社屋・新物流センター完成。
- 2001年（平成13年） - コスメティックストア第1号開店、大型ドラッグストア開店。

- 2002年（平成14年） - 滋賀県・石川県新規出店、新ブランド『サンWILLドラッグ』出店。

- 2003年（平成15年） - 店舗数100店舗突破、薬事センター設立。

- 2004年（平成16年） - 新業態メガドラッグストア『V+drug』開店。
- 2005年（平成17年） - 本社新基幹システム導入。株式会社マツモトキヨシと業務提携。
- 2006年（平成18年） - 福井県新規出店、店舗屋号を『V・drug』に統一。健康食品を強化した売場「サプリメントワールド」を岐阜県可児市の広見店に展開開始。
- 2008年（平成20年） - 店舗数150店舗突破。クレジットカード（バローグループカード）導入。北陸地区の業容拡充に伴い、富山県富山市に北陸本部を開設。
- 2009年（平成21年） - 楽天市場に『Vドラッグアミノワールド店』を開店。
- 2010年（平成22年） - 愛知県一宮市に物流センターを開設。
- 2011年（平成23年） - 静岡県初となる駿河敷地店、藤枝高柳店をオープン。自動発注システムを運用開始。
- 2012年（平成24年） - 店舗数200店舗突破。多治見物流センターを移転拡充。
- 2013年（平成25年） - 静岡県島田市に物流センターを開設。岐阜県多治見市のチルド物流センターを稼働開始。
- 2014年（平成26年） - 店舗数250店舗を突破。
- 2015年（平成27年） - 滋賀県初となる大将軍店をオープン。店舗数300店舗を突破。
- 2016年（平成28年） - 滋賀県へ4店舗展開。
- 2017年（平成29年） - 京都府京都市伏見区に京都府初となる伏見小栗栖店をオープン。
- 2018年（平成30年）- 発注の完全自動化
- 2019年（令和元年）- 店舗数400店舗突破
- 2020年（平成2年）- 大阪府に初出店
- 2021年（令和3年）- 営業収益　1,500億円突破
- 2022年（令和4年）- キャッシュレス決済　全店導入
- 2023年（令和5年）- 店舗数500店舗突破
- 2024年（令和6年）- 兵庫県神戸市垂水区に兵庫県初となる垂水つつじが丘店・上高丸店をオープン[3]。

## 物流センター
- 多治見物流センター：岐阜県多治見市大針町661-1
- 北陸物流センター：富山県南砺市縄倉136-1
- 静岡物流センター：静岡県島田市阪本字堤下512-9
- 一宮物流センター：愛知県一宮市木曽川町黒田十一ノ通り14-1
- 福井物流センター：福井県福井市重立町28字3
- 名古屋みなと物流センター：愛知県名古屋市港区船見町1-42

## 店舗展開
2025年3月末時点で、534店舗を出店。
最新の情報や詳細は公式サイトの店舗情報を参照
- 東海エリア
  - 岐阜県-164店舗
  - 愛知県-208店舗
  - 三重県-18店舗
  - 静岡県-26店舗
- 関西エリア
  - 滋賀県-5店舗
  - 京都府-8店舗
  - 兵庫県-10店舗
  - 大阪府-5店舗
- 北陸エリア
  - 福井県-23店舗
  - 石川県-18店舗
  - 富山県-49店舗

## 過去9ヵ年の営業収益と店舗数の推移
| 年       | 2017年  | 2018年  | 2019年  | 2020年  | 2021年  | 2022年  | 2023年  | 2024年  | 2025年  |
| -------- | ------- | ------- | ------- | ------- | ------- | ------- | ------- | ------- | ------- |
| 営業収益 | 107,113 | 118,097 | 127,668 | 139,201 | 150,332 | 149,501 | 160,427 | 170,870 | 177,344 |
| 店舗数   | 337店   | 361店   | 379店   | 416店   | 449店   | 478店   | 495店   | 507店   | 534店   |